# Witalij Tarasenko
Witalij Jurijowycz Tarasenko, ukr. Віталій Юрійович Тарасенко (ur. 10 kwietnia 1980) – ukraiński piłkarz grający na pozycji napastnika.

## Kariera piłkarska

### Kariera klubowa
W 1997 rozpoczął karierę piłkarską w klubie Podilla Chmielnicki. Na początku następnego roku przeszedł do FK Kałusz. Latem 1998 został zaproszony do Dnipra Dniepropetrowsk. Najpierw występował w drugiej drużynie, dopiero 21 maja 2000 debiutował w podstawowym składzie w zremisowanym 1:1 meczu z Nywą Tarnopol. Nie potrafił przebić się do podstawowego składu Dnipra i na początku 2002 odszedł z klubu. Potem bronił barw amatorskich zespołów, m.in. Hrad Dniepropetrowsk, Awio Dniepropetrowsk, Fakeł Petrykiwka, Foros Jałta.

## Sukcesy i odznaczenia

### Sukcesy klubowe
- brązowy medalista Mistrzostw Ukrainy: 2001